# Jerry Harrison
Jerry Harrison (nascido como Jeremias Griffin Harrison, 21 de fevereiro de 1949, em Milwaukee, Wisconsin) é um músico e compositor norte-americano, sendo também produtor musical. Ele alcançou a fama como o Tecladista e Guitarrista da banda pioneira New Wave Talking Heads e como membro original dos The Modern Lovers.                                                                                                
Jerry Harrison tocou com Jonathan Richman nos The Modern Lovers quando era estudante de arquitectura na Universidade de Harvard. Ele foi apresentado por um amigo de ambos, Richman. Juntou-se a eles no início de 1971 e então tentaram lançar o seu primeiro álbum em 1972 (o que não aconteceu até 1976). Saiu do grupo em Fevereiro de 1974, quando Richman quis que as suas músicas fossem de carácter mais calmo.
Posteriormente ao seu trabalho com The Modern Lovers, Jerry entrou para os Talking Heads. O grupo já tinha algum destaque na indústria musical quando Jerry se juntou a ele. Os álbuns a solo de Jerry Harrison, feitos nessa época, incluem: The Red and the Black, Casual Gods e Walk on Water.
Depois de 1991, no break-up dos Talking Heads, Jerry virou-se para as produções e trabalhou em álbuns de bandas de sucesso, incluindo Violent Femmes, The Von Bondies, General Public, Live, Crash Test Dummies, The Verve Pipe, Rusted Root, The Bogmen, Black 47, Of A Revolution, No Doubt, Josh Joplin e mais recentemente The Black and White Years, Kenny Wayne Shepherd e Bamboo Shoots. Recentemente foi confirmado como o produtor do próximo álbum de estreia de The Gracious Few.